# Tuyến Panther-Wotan

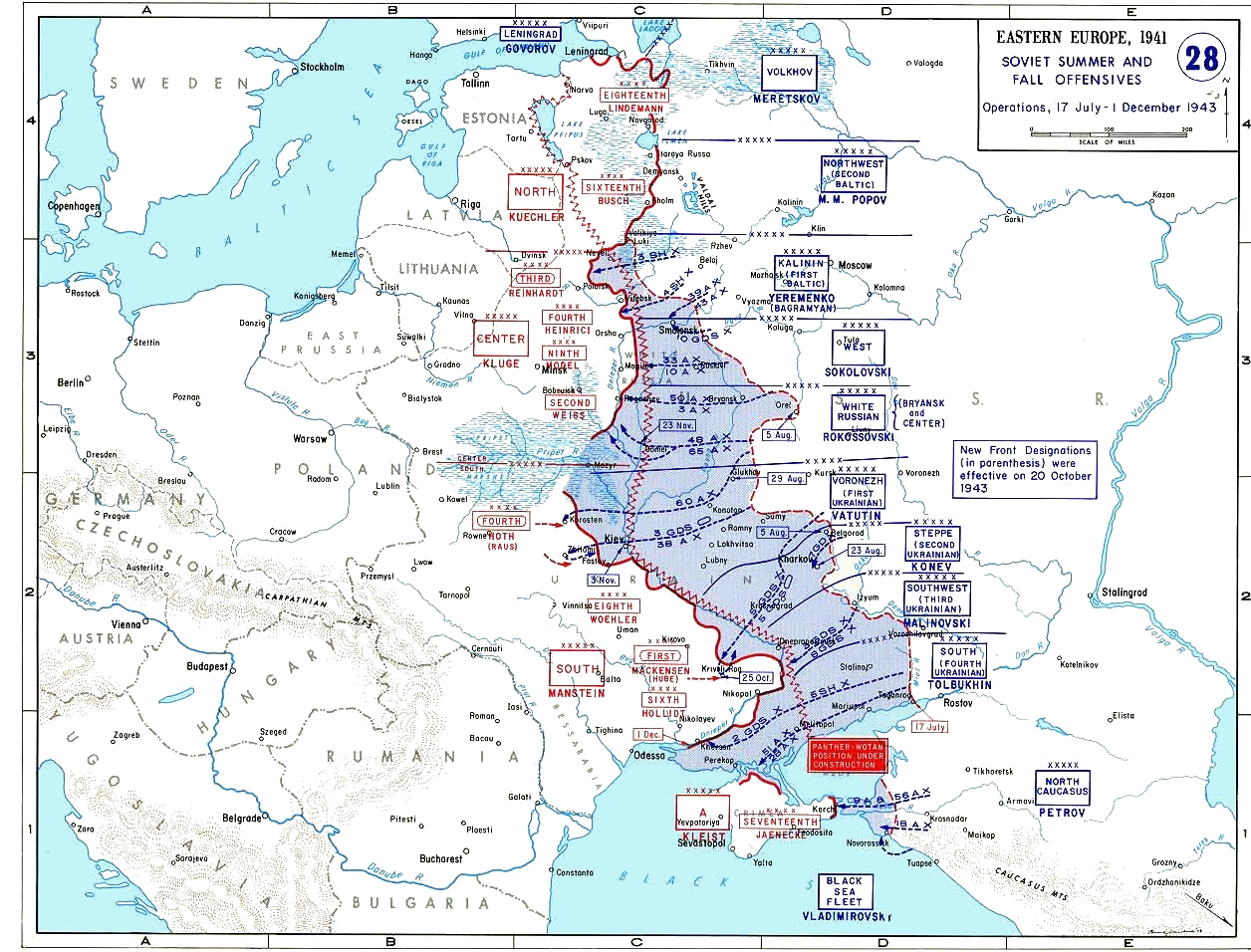
Mặt trận Xô-Đức năm 1943, tuyến màu đỏ là tuyến Panther-Wotan

Tuyến Panther-Wotan hay Tuyến Panther-Stellung hay Bức tường phía đông là một phòng tuyến do quân đội phát xít Đức xây dựng trong năm 1943 trên Mặt trận Xô-Đức. Phần đầu của cái tên này ám chỉ đoạn phòng tuyến ngắn ở phía bắc kéo dài từ Hồ Peipus đến biển Baltic tại Narva.

## Nguyên do
Adolf Hitler hy vọng sẽ lặp lại thành công của Phòng tuyến Hidenburg tại Mặt trận phía tây trong Chiến tranh thế giới thứ nhất, điều này giúp quân Đức rút ngắn chiều dài mặt trận và giải phóng một lượng đáng kể binh lực cho những nơi khác. Nhất là trong tình hình hiện tại phát xít Đức không còn có khả năng mở bất cứ đợt tấn công chiến lược nào nhằm vào Hồng quân Liên Xô, Hitler ít nhất mong Đức có thể thủ hòa được với Liên Xô trước khi quân đồng minh ở Mặt trận phía tây trở thành mối đe dọa lớn về chiến lược.
Với phòng tuyến Panther-Wotan, Hitler biểu lộ ý định dùng một cuộc chiến tranh tiêu hao giống như hồi Chiến tranh thế giới thứ nhất để đương đầu với Liên Xô. Mệnh lệnh của Hitler về việc xây dựng phòng tuyến vào tháng 8 năm 1943 sau Trận Vòng cung Kursk và sau bài diễn văn của Joseph Goebbel về một cuộc chiến tranh tổng lực vào ngày 18 tháng 2 năm 1943 thể hiện việc Hitler từ bỏ chiến thuật chiến tranh chớp nhoáng và lời thú nhận ngầm của y về việc phát xít Đức không còn có khả năng mở các đợt tấn công quy mô lớn nhằm vào Hồng quân được nữa. Hitler hy vọng một cuộc chiến tranh chiến hào tương tự như hồi thế chiến thứ nhất tại phòng tuyến có thể làm hao mòn Hồng quân và y cũng hy vọng Hồng quân sau khi chịu những tổn thất to lớn do chiến thuật "chiến tranh chớp nhoáng" của phát xít Đức trong các năm 1941-42 cũng sẽ phải chịu nhiều tổn thất tương tự tại một tuyến phòng thủ mạnh của phát xít Đức. Tuy nhiên mọi dự tính của Hitler không lâu sau đó đã tan thành mây khói.

## Kế hoạch
Phần lớn chiều dài phòng tuyến chạy dọc theo sông Dnepr, từ phía tây Smolensk đến Biển Đen. Hitler nói với các tướng lĩnh của y vào tháng 9 năm 1943 rằng phòng tuyến tại sông Dnepr sẽ là rào chắn cuối cùng chống lại chủ nghĩa Bônsêvích. Những đoạn phòng tuyến không nằm trên sông Dnepr chủ yếu ở khu vực nơi những chi lưu và phụ lưu của sông Dnepr có địa hình thuận lợi cho việc phòng thủ; và ở phía nam, nơi sông Dnepr ngoặt về phía tây (phía tây tỉnh Dnipropetrovsk) và không thể trở thành thành lũy tự nhiên bảo vệ eo đất Perekop và bán đảo Krym. Ở phía bắc, phòng tuyến được xây dựng đại khái từ Vitebsk đến Pskov, sau đó nó men theo bờ Tây của hồ Peipus tới châu thổ sông Narva trên bờ biển Baltic.
Khi lệnh xây phòng tuyến được ký vào tháng 8 năm 1943, phát xít Đức đang nắm giữ một trận tuyến dài hàng trăm cây số kéo dài trên bờ sông Donets ở phía nam tới sát Leningrad ở phía bắc. Rút lui về tuyến Panther-Wotan thì quân Đức sẽ phải rút bỏ nhiều vùng đất của Liên Xô, bao gồm các thành phố quan trọng như Smolensk và Kharkov, vốn vừa mới bị lấy lại trong Chiến dịch phản công Belgorod–Kharkov, cũng như các thành phố nhỏ hơn như  Kholm, Novgorod, Oryol và Bryansk. Hơn nữa, vòng phong tỏa Leningrad sẽ phải bị dỡ bỏ.

## Diễn biến
Các tướng sĩ của Cụm Tập đoàn quân Bắc tỏ ra không tin tưởng lắm vào phòng tuyến. Tư lệnh Georg von Küchler, quyết định không gọi tên đúng của phòng tuyến này vì sợ sẽ gây ra những hy vọng ảo tưởng của binh sĩ vào phòng tuyến. Phòng tuyến chỉ mới hoàn thành một phần khi quân Đức bắt đầu nhận lệnh rút lui từ ngày 15 tháng 9 nắm 1943. Cũng trong thời gian đó, Cụm Tập đoàn quân Nam của von Manstein bắt đầu rút lui. Hồng quân Xô Viết ngay lập tức mở đợt tấn công nhằm đột phá trận tuyến của quân phát xít nhằm làm trì hoãn kế hoạch phòng ngự lâu dài của phát xít Đức, mở Chiến dịch tấn công Hạ Dnepr (26 tháng 9 năm 1943 - 20 tháng 12 năm 1943) trên một chính diện mặt trận 300 cây số. Phòng tuyến này đặc biệt yếu trong đoạn ở phía bắc biển Đen, điều này giúp cho Phương diện quân Nam chọc thủng nó rất dễ dàng và cắt đứt Tập đoàn quân số 17 (Đức) ở bán đảo Krym khỏi lực lượng chính. Tổn thất của Hồng quân là chấp nhận được với 173.201 chết và mất tích (chiếm 11,5%) và 581.191 bị thương (tổng cộng 754.392), cho tới ngày 1 tháng 12 toàn bộ phòng tuyến này đã bị phá vỡ từ Velikiye Luki ở phía bắc tới Biển Đen ở phía nam, còn đoạn phìa Bắc Velikiye Luki thì không nằm trong kế hoạch của Bộ Tổng tư lệnh Tối cao Liên Xô do họ cho rằng đoạn này sẽ nhanh chóng bị rút bỏ trước nguy cơ bị bao vây.
Phần duy nhất của phòng tuyến chưa bị phá vỡ sau năm 1943 là phần cực Bắc của nó giữa biển Baltic tại Narva và hồ Peipus. Phần này bị Hồng quân công kích trong trận đầu cầu Narva (1943), trong khi ba nước vùng Baltic và Vịnh Phần Lan vẫn nằm trong tay phát xít Đức tới tận năm 1944. Phần cuối của tuyến Panther-Wotan đã bị Hồng quân phá tan hoặc quân đồn trú ở đấy đầu hàng không điều kiện vào đầu năm 1945.